# 1367 Нонгома
1367 Нонгома (1367 Nongoma) — астероїд головного поясу, відкритий 3 липня 1934 року.
Тіссеранів параметр щодо Юпітера — 3,450.